# صبغة النيلة
النيلة (بالإنجليزية: Indigo Dye)‏: هو صباغ ذو لون أزرق غامق مخضر. والمركب الكيميائي الذي يشكل النيلة هو أنديغوتين. يمكن الحصول عليها من نبات النيلة الأسْيَوي، أو من نبات الوسمة، ويصبغ الصوف، والقطن (وهو الصباغ الأساسي للجينز). يعطي 100 كغ من نبات النيلة الأسيوي حوالي 1,5-2 كغ من الصباغ الخام، مع نسبة صافية حوالي 20%. وتكون النسبة أقل منها في الوسمة. وكان هذا الصبغ يستخرج في الأزمان الماضية من نبات النيلة الذي ينتمي إلى فصيلة البازلاء وينمو أساساً في الهند. وهي أقدم وأهم صبغة زرقاء كانت تستعمل في مصر والهند في الألف الثالث قبل الميلاد. يصبغ بها بطريقة صباغ الحلة. وكل أصبغة النيلة المنتجة اليوم هي أصبغة تركيبية، تصنع من الأنيلين، وهو قطران يستخرج من الفحم الحجري. وطُبقت العملية الاصطناعية، التي اكتشفها عالم كيميائي ألماني يدعى أَدولف فُون باير عام 1880م لأول مرة، في صناعة الأصباغ الألمانية عام 1897م. وفتحت هذه العملية مجالاً جديداً كاملاً في صناعه الأصبغة الاصطناعية. وفي هذه العملية يمزج الأنيلين مع حمض الكلوراسيتيك لتكوين مُنتج يسمى الفينيلجلسين، ثم يُسخن الفينيلجلسين، ويُعالج كيميائياً ليتحول إلى عجينة بيضاء تسمى الإندوكسيل. ويتحول الإندوكسيل إلى اللون الأزرق الداكن عندما ينفخ فيه الهواء. ثم تُغسل العجينة ليزال منها الملح.
والنيلة صباغ لا يذوب في الماء. ويجب معالجة عجينة النيلة بمادة قلوية مخففة قبل استخدامها للصباغة. ويُكسب التفاعل الكيميائي العجينة اللون الأصفر، وينتج مادة قابلة للذوبان في الماء. وبعد صباغة قماش من القطن أو الصوف، يُخرج من حوض الصباغة ويعرض للهواء ليتأكسد ويكتسب اللون الأزرق الداكن الذي يقاوم الإزالة بالماء.
الشكل المستخدم من صباغ النيلة للإنتاج الغذائي يسمى إنديغوتين، ويشار إليه في الاتحاد الأوربي بالرقم E132.